# Hastula maryleeae
Hastula maryleeae är en snäckart som beskrevs av R. D. Burch 1965. Hastula maryleeae ingår i släktet Hastula och familjen Terebridae. Inga underarter finns listade i Catalogue of Life.